# Agostino Scaglioni
Agostino Scaglioni (Pavia, 12 febbraio 1920 – Pavia, 13 dicembre 1998) è stato un calciatore italiano, di ruolo portiere.

## Carriera
Cresciuto nel Pavia, all'inizio degli anni '40 è passato allo Spezia, esordendo in Serie B con i liguri il 3 gennaio 1943 nella partita Spezia-Modena (2-1).
Nel 1943 è rientrato al Pavia, dove è rimasto fino al 1946.
Ha disputato la stagione 1946-1947 ancora con lo Spezia e la successiva 1947-1948 a Pisa, sempre tra i cadetti.
In tutto ha disputato 52 partite in Serie B con Spezia e Pisa.